# Essential Products
Essential Products (продається як Essential) — американська технологічна компанія та виробник, заснована 9 листопада 2015 року Енді Рубіном що базується в Пало-Альто. Компанія розробила, виготовила та продала Essential Phone та аксесуари до нього, включаючи 360-камерну камеру для Essential Phone. Компанія закрилася 12 лютого 2020 року, заявивши, що розробляє новий телефон, але «немає чіткого шляху для доставки його клієнтам».

## Історія

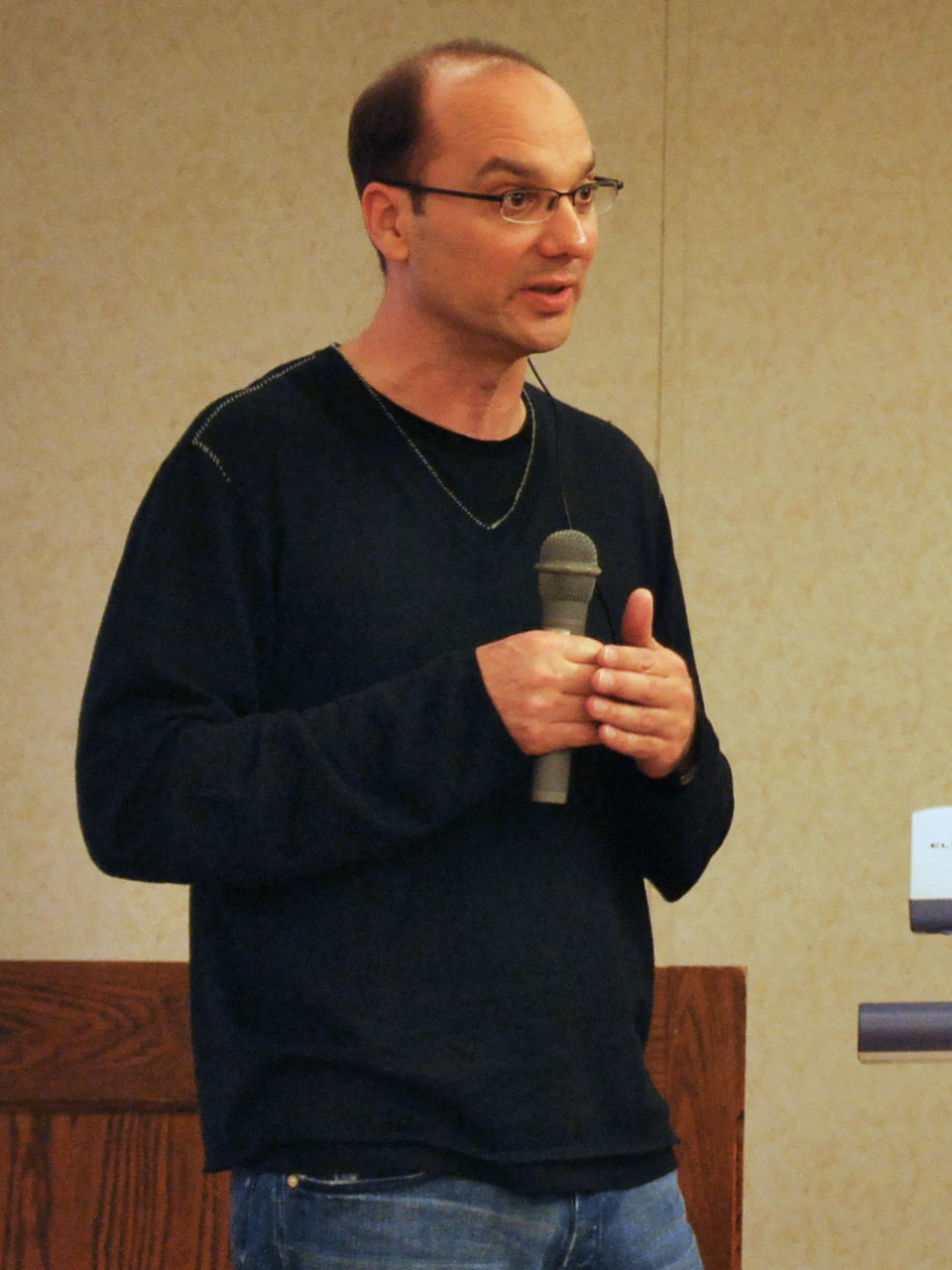
Енді Рубін, засновник Essential

Компанія була заснована в Пало-Альто 9 листопада 2015 року співзасновником Android Енді Рубіном за фінансування Playground Global. Як повідомлялося, у грудні 2016 року Брайан Уоллес, який залишив свою посаду головного маркетингового директора компанії Magic Leap за місяць до цього, працював з Рубіном. Того ж місяця торгові марки з назвою «Essential» також були подані до Бюро патентів і торгових марок США.
У січні 2017 року повідомлялося, що нова компанія планує неофіційно розкрити смартфон. У березні Рубін опублікував зображення, яке дражнило неанонсований смартфон у своєму акаунті в Twitter. 25 травня компанія дражнила друге зображення смартфона у своєму акаунті в Twitter. 30 травня компанія анонсувала смартфон, який отримав назву Essential Phone, так і його розумну колонку Essential Home.
У серпні 2017 року повідомлялося, що Amazon, Tencent та Foxconn інвестували в Essential Products.
У серпні 2017 року компанію оцінили як єдинорога.
25 травня 2018 року компанія скасувала свій наступний флагман і, як повідомлялося, буде продана.
У грудні 2018 року Essential придбав CloudMagic, власника мобільного електронного додатка Newton.
У жовтні 2019 року Essential дражнив майбутню заміну PH-1 під назвою «Самоцвіт». Цей пристрій мав би набагато тонший форм-фактор, ніж його попередник, в основному покладався б на голосове управління та використовував би вдосконалений ШІ для обробки вхідних даних голосового управління.
Але новий продукт ніколи не потрапив би на ринок, оскільки 12 лютого 2020 року компанія оголосила, що припиняє свою діяльність, оскільки «не існує чіткого способу доставки ['Gem'] до споживачів».

## Продукти

### Essential Phone

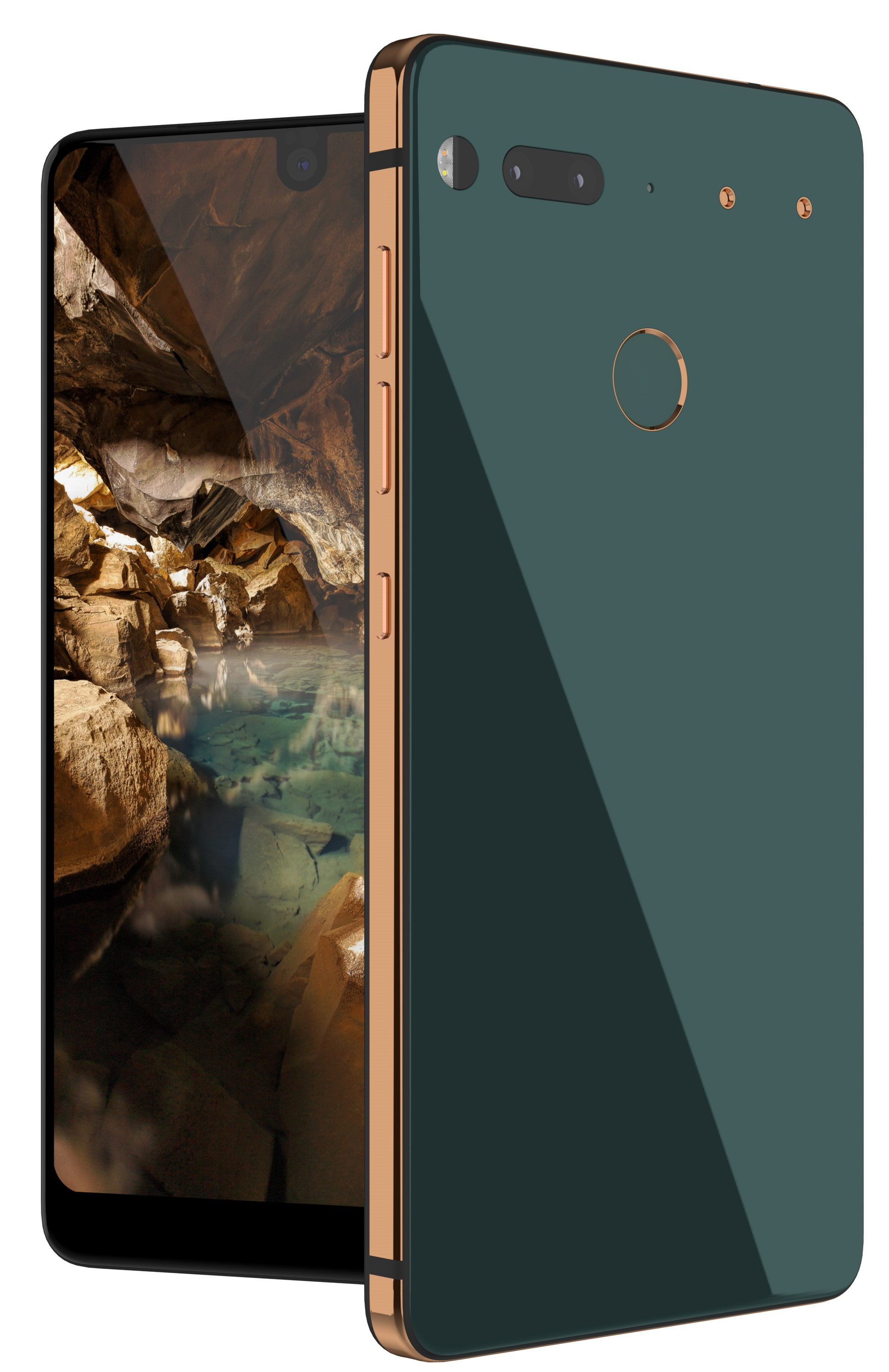
Основний телефон у кольорі «океанські глибини»

Essential Phone — це телефон, представлений у 2017 році, що продавався лише в США та Канаді. Пристрій можна оновити до Android 10 і він не отримуватиме жодних оновлень програмного забезпечення, включаючи виправлення безпеки, після 3 лютого 2020 року, оскільки компанія припинила свою діяльність.

### Ньютон Мейл
На початку 2019 року Essential Products придбала CloudMagic, Inc., розробників додатка Newton Mail, який закрився у вересні 2018 року. Компанія Newton Mail відновила послуги незабаром після придбання. Newton закрився 30 квітня 2020 року.

### Недоставлені товари
Проект GEM був прототипом другого телефону, розробленого Essential Products Inc. Про це було повідомлено в звіті блогу компанії 9 жовтня 2019 р. та скасовано через три місяці, 12 лютого 2020 р., у зв'язку з завершенням діяльності Essential.
Essential Home був запланованим розумним динаміком та розумним домашнім концентратором, що працював під управлінням власної операційної системи Essential, що отримала назву «Ambient OS». Запуск пристрою планувався наприкінці 2017 року проте він так і не надійшов на ринок.